# 국제인권법
국제인권법(國際人權法, 영어: international human rights law, IHRL)은 사회적, 지역적, 국내적 차원에서 인권을 증진하기 위해 고안된 국제법의 한 분야이다. 국제법의 한 형태로서 국제 인권법은 주로 조약과 관습국제법으로 구성되어 있다. 조약은 주권 국가 간의 합의로서, 이에 동의한 당사국들 사이에 구속력 있는 법적 효력을 갖는 것을 목적으로 한다. 다른 국제 인권 문서들은 법적 구속력은 없지만, 국제 인권법의 이행, 이해, 발전에 기여하며 정치적 의무의 근거로 인정받고 있다.
평시에는 국가가 자국민을 어떻게 대해야 하는지를 규율하는 국제 인권법은 전통적으로 전쟁 시 국가 및 비국가 무장단체의 행위를 규율하는 국제 인도법과는 구별되는 것으로 여겨져 왔으나, 이 두 법 분야는 상호 보완적이며 일부 영역에서는 중첩되기도 한다.
좀 더 체계적인 관점에서는, 국제 인도법이 국제 인권법의 한 기능으로 이해된다. 국제 인권법은 모든 사람에게 항상 적용되는 일반 규범과, 무력 충돌 및 군사 점령 상황(IHL)과 같은 특정 상황이나, 난민(예: 1951년 난민 협약), 아동(아동 권리 협약), 전쟁 포로(1949년 제3차 제네바 협약)와 같은 특정 집단에 적용되는 특수 규범을 모두 포함한다.

## 유엔 체제

UN 로고

유엔 총회는 1993년에 『빈 선언 및 행동계획』을 채택하였으며, 이에 따라 유
엔 인권최고대표사무소(United Nations High Commissioner for Human Rights)가 설립되었다.
2006년에는 국제 인권법의 집행을 위해 유엔 인권위원회가 유엔 인권이사회로 대체되었다. 이러한 변화는 보다 체계적인 조직의 형성을 예고하였고, 4년마다 인권 사례를 검토할 필요성을 요구하였다. 또한 유엔 지속가능발전목표(SDG) 10은 불평등을 줄이기 위한 입법 및 정책의 촉진을 목표로 한다.

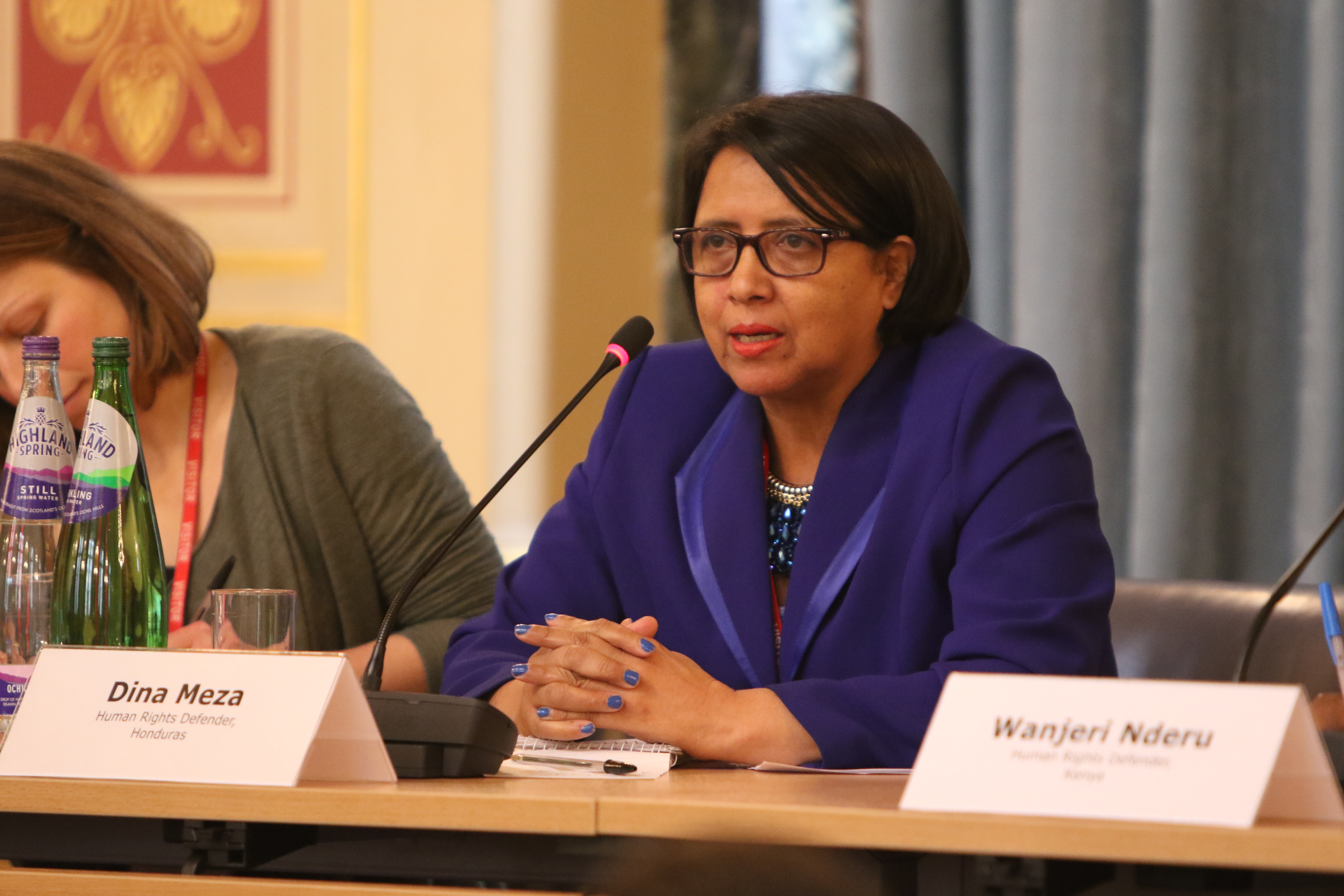
2018년 세계 인권의 날

국제인권법은 유엔과 깊은 관계를 가지고 있다. 유엔에서 인권문제의 전개는 유엔총회에서 누가 다수파였는가에 따라 세단계로 분류되는데 제1단계는 1945년에서 1950년대 말로 국가간섭으로부터의 자유를 본질적으로 하는 이른바 제1세대인권으로 시민적 정치적 권리가 강조되었다. 제2단계는 1960년에서 1970년으로 국가에 대해 복지이익을 청구할 수 있는 개인의 권리, 즉 제2세대인권으로 불리는 경제적, 사회적, 문화적 권리가 강조되었다. 제3단계는 1970년대 중반부터 1980년대 말로 결속과 형제애가 강조되는 시기였다.

### 유엔 헌장
제1조 3항
경제적•사회적•문화적 또는 인도적 성격의 국제문제를 해결하고 또한 인종•성별•언어 또는 종교에 따른 차별없이 모든 사람의 인권 및 기본적 자유에 대한 존중을 촉진하고 장려함에 있어 국제적 협력을 달성한다.

제55조
사람의 평등권 및 자결원칙의 존중에 기초한 국가간의 평화롭고 우호적인 관계에 필요한 안정과 복지의 조건을 창조하기 위하여, 유엔은 다음을 촉진한다.
가. 보다 높은 생활수준, 완전고용 그리고 경제적 및 사회적 진보와 발전의 조건
나. 경제, 사회, 보건 및 관련국제문제의 해결 그리고 문화 및 교육상의 국제협력
다. 인종, 성별, 언어 또는 종교에 관한 차별이 없는 모든 사람을 위한 인권 및 기본적 자유의 보편적 존중과 준수

제56조
모든 회원국은 제55조에 규정된 목적의 달성을 위하여 기구와 협력하여 공동의 조치 및 개별적 조치를 취할 것을 약속한다.

## 국제 인권 장전

### 세계인권선언
세계인권선언(UDHR)은 유엔 총회에서 채택된 선언으로, 형식상 구속력 있는 국제 인권법을 창설하지는 않는다. 많은 법학자들은 세계인권선언을 관습국제법의 증거로 인용한다.

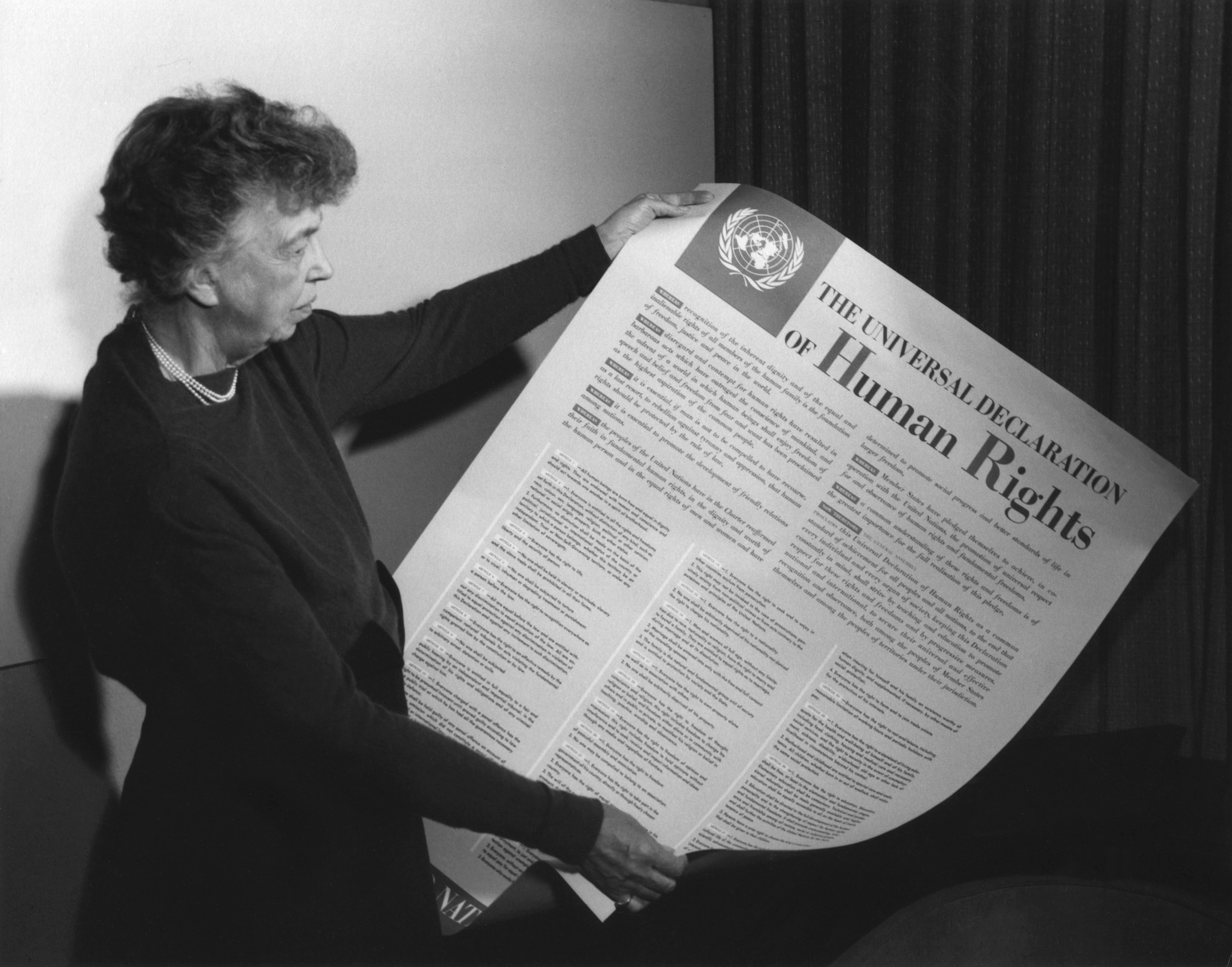
엘리노어 루스벨트와 세계인권선언

샌프란시스코회의 당시 창설된 인권심의회는 법적인 구속력을 갖는 협약을 만들어 회원국들로부터 서명을 받아내기 어렵다는 것을 알자 상대적으로 동의를 얻기 쉬운 권고나 장려의 의미를 지닌 선언적 문언을 만들기로 하였다. 그리하여 세계 인권 선언이 만들어져 1948년 12월에 유엔총회에 의해서 채택되었다..
보다 넓은 관점에서, 세계인권선언은 권위 있는 인권 기준으로 자리 잡았다. 이는 이후에 등장한 국제 인권 문서들의 기초가 되었으며, 이들 문서는 법적으로 구속력은 없지만 궁극적으로는 권위 있는 국제 인권법을 형성한다.

## 국제 인권 문서
1966년에 채택된 두 개의 포괄적인 규약 "경제적·사회적·문화적 권리에 관한 국제규약(Internation Convenant on Economic, Social and Cultural Rights:ICESCR:A규약)"과 "시민적·정치적 권리에 관한 국제규약(Internation Convenant on Civil and Political Rights:ICCPR:B규약) 및 B규약선택의정서"가 UN총회에서 채택되었고 이들 규약은 35개국이 비준을 완료한 1976년 발효하였다. 이은 국제 인권 장전의 일부를 구성하며, 이외에도 국제 차원에서 여러 조약이 채택되어 왔다. 이들은 일반적으로 인권 문서(human rights instruments)로 알려져 있다. 가장 중요한 문서들 중 일부는 다음과 같다:
- 『집단살해범죄의 방지 및 처벌에 관한 협약』(CPCG) (1948년 채택, 1951년 발효)
- 『난민의 지위에 관한 협약』(CSR) (1951년 채택, 1954년 발효);조약 당사국이 되는 절차

조약 당사국이 되는 절차

- 『모든 형태의 인종차별 철폐에 관한 국제협약』(CERD) (1965년 채택, 1969년 발효);[9]
- 『여성에 대한 모든 형태의 차별 철폐에 관한 협약』(CEDAW) (1981년 발효);[10]
- 『고문 및 기타 잔혹한, 비인도적 또는 굴욕적인 대우 또는 처벌에 반대하는 협약』(CAT) (1984년 채택, 1987년 발효);[11]
- 『아동의 권리에 관한 협약』(CRC) (1989년 채택, 1990년 발효);[12]
- 『모든 이주노동자와 그 가족 구성원의 권리 보호를 위한 국제협약』(ICRMW) (1990년 채택, 2003년 발효);
- 『장애인의 권리에 관한 협약』(CRPD) (2008년 5월 3일 발효);[13]
- 『강제실종으로부터 모든 사람을 보호하기 위한 국제협약』(ICPPED) (2006년 채택, 2010년 발효).

## 지역적 보호와 제도
국제 인권법의 지역적 체계는 특정 지역 내에서 인권을 보호하고 증진함으로써, 국가 및 국제 수준의 인권법을 보완하고 보충한다. 지역 단위에서 인권법을 정립한 세 가지 주요 지역 인권 문서가 있다:
- 1981년 채택되어 1986년 발효된 『아프리카 인권 및 민족권 헌장』(African Charter on Human and Peoples' Rights);
- 1969년 채택되어 1978년 발효된 『미주인권협약』(American Convention on Human Rights);
- 1950년 채택되어 1953년 발효된 『유럽인권협약』(European Convention on Human Rights).

### 아메리카 및 유럽
미주기구(OAS)와 유럽평의회(Council of Europe)는 유엔과 마찬가지로, 앞서 언급된 주로 시민적 및 정치적 권리에 관한 협약 외에도, 경제적·사회적·문화적 권리 목록을 포함한 조약을 채택하였다(비록 이행 메커니즘은 상대적으로 약하긴 하지만). 그 예로는 다음과 같다:
- 1961년 채택되어 1965년 발효된 『유럽사회헌장』(European Social Charter) (그의 불만 제기 메커니즘은 1995년 추가의정서에 따라 창설되어 1998년부터 발효됨);
- 1988년 채택되어 1999년 발효된 『산살바도르 의정서』(Protocol of San Salvador) — 미주인권협약(ACHR)의 추가 의정서.

### 아프리카
아프리카 연합(AU)은 55개 아프리카 국가로 구성된 초국가적 연합체이다. 2001년에 설립된 아프리카 연합의 목적은 아프리카 내 민주주의, 인권, 지속 가능한 경제를 확보하는 데 있으며, 특히 아프리카 내 분쟁을 종식시키고 효과적이고 생산적인 공동 시장을 창출하는 데 중점을 둔다.
『아프리카 인권 및 민족권 헌장』은 이 지역의 주요 인권 문서로, 이전 기구인 아프리카 통일기구(OAU)의 주도 아래 등장했으며, 이후 이 기구는 아프리카 연합으로 대체되었다. 아프리카 인권 및 민족권 헌장을 제정하겠다는 의지는 1979년에 발표되었고, 이 헌장은 1981년 OAU 총회에서 만장일치로 채택되었다.
헌장 제63조에 따르면("OAU 회원국의 단순 과반수가 비준 또는 가입 문서를 사무총장에게 제출한 후 3개월이 지나면 발효된다"고 규정), 『아프리카 인권 및 민족권 헌장』은 1986년 10월 21일에 발효되었으며, 이를 기념하여 10월 21일은 '아프리카 인권의 날'로 선포되었다.
『아프리카 인권 및 민족권 위원회』(ACHPR)는 아프리카 연합의 준사법기관으로, 아프리카 전역에서 인권과 집단적 권리(민족권)를 증진하고 보호하며, 『아프리카 인권 및 민족권 헌장』을 해석하고, 헌장 위반에 대한 개인의 고소를 심의하는 임무를 지닌다. 위원회의 주요 임무는 세 가지로 나뉜다:
1. 인권 및 민족권의 증진
2. 인권 및 민족권의 보호
3. 『아프리카 인권 및 민족권 헌장』의 해석

이러한 목표를 달성하기 위해, 위원회는 다음과 같은 임무를 부여받고 있다. “아프리카의 인권 및 민족권 분야에서 문제에 관한 문서를 수집하고, 연구 및 조사를 수행하며, 세미나, 심포지엄 및 회의를 조직하고, 정보를 보급하며, 인권 및 민족권과 관련된 국가 및 지역 기관을 장려하고, 필요한 경우 정부에 의견을 제시하거나 권고를 내릴 수 있다.”
『아프리카 인권 및 민족권 헌장』의 추가 의정서에 따라 1998년에 채택되어 2004년 1월 발효된 『아프리카 인권 및 민족권 법원』의 설립으로, 위원회는 해당 법원의 관할권에 회부할 사건을 준비하는 추가 임무를 맡게 되었다. 2004년 7월, 아프리카 연합 총회는 향후 인권 및 민족권 법원을 『아프리카 사법재판소』와 통합하기로 결정하였다.
『아프리카 연합 사법재판소』는 “연합의 주요 사법기관”이 될 것을 목표로 한다. 이 재판소는 아직 설립되지 않았지만, 『아프리카 인권 및 민족권 위원회』의 임무를 인수하고, 아프리카 연합의 최고 법원으로서 모든 필요한 법률과 조약을 해석하는 역할을 수행할 예정으로 되어 있다. 『아프리카 인권 및 민족권 법원 설립에 관한 의정서』는 2004년 1월에 발효되었으나, 이 재판소와 사법재판소의 통합으로 인해 실제 설립이 지연되고 있다. 『사법재판소 설립 의정서』는 15개국이 비준할 때 발효된다.
아프리카에는 국제 사회와 비정부기구들로부터 인권 침해 혐의를 받고 있는 국가들이 다수 존재한다.

### 미주 인권 체계
미주기구(OAS)는 미국 워싱턴 D.C.에 본부를 둔 국제기구로, 아메리카 대륙의 35개 독립 국가들이 회원국으로 가입되어 있다.
냉전의 종식, 라틴아메리카의 민주주의 회복[citation needed], 세계화의 진전과 함께 1990년대 동안 미주기구는 새로운 시대적 맥락에 맞추어 자신을 재정립하려는 중요한 노력을 기울였다. 현재 이 기구의 주요 목표는 다음과 같다:
- 민주주의 강화
- 평화 실현
- 인권 보호
- 부패 척결
- 원주민 권리 보호
- 지속 가능한 개발촉진

『미주인권위원회』(IACHR)는 미주기구의 자율 기구로, 워싱턴 D.C.에 본부를 두고 있다. 『미주인권재판소』(Inter-American Court of Human Rights, 산호세, 코스타리카 소재)와 함께, 인권 증진 및 보호를 위한 미주 인권 체계를 구성하는 두 기관 중 하나이다.
IACHR는 상설 기관으로, 미주 지역에서 발생한 인권 침해 의혹을 조사하기 위해 매년 정기 및 특별 회기를 여러 차례 개최한다. 이 위원회의 인권 관련 권한은 다음 세 가지 문서에서 비롯된다:
1. 『미주기구 헌장』
2. 『인권과 의무에 관한 미주 선언』
3. 『미주인권협약』

『미주인권재판소』는 1979년에 설립되었으며, 『미주인권협약』의 조항을 집행하고 해석하는 것을 목적으로 한다. 이 재판소의 두 가지 주요 기능은 다음과 같다:
- 재판 기능: 재판소에 회부된 인권 침해 사건을 심리하고 판결을 내린다.
- 자문 기능: 다른 미주기구 기관이나 회원국들이 요청한 법률 해석에 대해 자문 의견을 제공한다.[29]

콜롬비아, 쿠바, 멕시코, 베네수엘라를 포함한 많은 아메리카 국가들은 인권 침해 혐의로 국제 사회로부터 지적을 받고 있다.

### 유럽 인권 체계
『유럽 평의회』는 1949년에 설립된, 유럽 통합을 위해 활동하는 가장 오래된 기구이다. 이는 국제공법상 법적 인격을 인정받는 국제기구이며, 유엔에서 옵서버 지위를 가지고 있다. 본부는 프랑스 스트라스부르에 위치하고 있다.
유럽 평의회는 『유럽인권협약』과 『유럽인권재판소』를 관할하며, 이 두 기관은 회원국들이 인권에 관한 규범을 준수하도록 법적으로 구속한다. 이 규범은 엄격하긴 하지만, 유엔 헌장의 인권 규정보다는 다소 관대한 것으로 평가되기도 한다.
또한 유럽 평의회는 『지역 또는 소수 언어를 위한 유럽 헌장』 및 『유럽 사회 헌장』의 보급도 촉진하고 있다. 회원 자격은 유럽 통합을 추구하고, 법치주의 원칙을 수용하며, 민주주의와 기본 인권 및 자유를 보장할 수 있고 그럴 의지가 있는 모든 유럽 국가에 개방되어 있다.
유럽 평의회는 유럽 연합(EU)과는 별개의 기구이지만, 유럽 연합은 『유럽인권협약』에 가입할 것으로 기대되고 있다. 유럽 평의회에는 유럽 연합의 모든 회원국이 포함되어 있다. 유럽 연합은 별도로 『유럽연합 기본권 헌장』이라는 인권 문서도 보유하고 있다.
『유럽인권협약』은 1950년 이래로 유럽 내 인권과 기본적 자유를 정의하고 보장해왔다. 유럽 평의회의 47개 모든 회원국은 이 협약에 서명했으며, 이에 따라 스트라스부르에 위치한 『유럽인권재판소』의 관할권에 속하게 되었다. 고문, 비인도적 처우 또는 굴욕적인 대우를 방지하기 위해, 『고문 방지를 위한 위원회』가 설립되었다.
유럽 평의회는 또한 인신매매 및 성 착취로부터 보호하기 위해 2005년 5월 『인신매매에 대한 조치 협약』을, 아동의 성 착취 및 성적 학대에 대응하기 위해 2007년 10월 『아동의 성 착취 및 성 학대 방지 협약』을, 여성 및 가정 내 폭력을 예방하고 근절하기 위해 2011년 5월 『여성에 대한 폭력 및 가정폭력 방지와 대응 협약』을 채택하였다.
『유럽인권재판소』는 개인이 국가가 아닌 주체로서 제소할 수 있는 유일한 국제 재판소이다. 2010년 초 기준, 이 재판소는 12만 건 이상의 사건이 적체되어 있었고, 수년에 걸친 대기 명단이 존재했다. 재판소에 제소되는 사건 중 약 20건 중 1건 정도만이 접수 요건을 충족하는 것으로 간주된다. 2007년에는 총 1,503건의 판결이 내려졌다. 현재와 같은 처리 속도라면 이 적체를 해소하는 데 46년이 걸릴 것으로 추산된다.

## 국제인도법과 관계
국제인도법은 전쟁법과 깊은 관계를 가지고 있다.

## 전통적 견해
전통국제법 하에서 개개의 인간, 즉 개인은 단지 특정국가의 시민으로서만 고려의 대상이 되었고 개인은 그들이 속한 국가의 단순한 부속물, 즉 국가이익이 명령하는 바에 따라 사용되거나 또는 희생될 수 있는 국가수중의 단순한 볼모였다. 다만 19세기 노예무역금지 조약, 노동자의 획일적 대우를 위한 ILO협약, 동유럽의 소수민족보호를 위한 조약들이 체결되기도 하였다. 이런 조약들은 인도적 고려뿐만 아니라 체약국들의 이기주의에도 기초하고 있었다.

## 최근 견해
제2차 세계대전 후의 인권문제는 정치적 고려가 선행되기는 하였으나 더 이상 경제적 이해관계의 측면에서 다루어지지는 않게 되었다. 사람은 개개의 인간의 자격으로 보호받아야 한다는 관념이 형성되기 시작하였다.

## 모니터링, 실행 및 집행
현재 국제 인권법을 집행할 국제 법원이 존재하지 않지만, 일부 유엔 조약 하에서는 준사법 기관들이 존재한다(예: ICCPR에 따른 인권위원회). 국제형사재판소(ICC)는 집단학살, 전쟁범죄 및 인도에 반하는 범죄에 대한 관할권을 가지고 있다. 『유럽인권재판소』와 『미주인권재판소』는 지역적 인권법을 집행한다.
이들 국제 기관은 국제인도법에 관한 사건에 대해서도 관할권을 갖고 있지만, 위에서 논의한 바와 같이, 두 법체계는 서로 다른 법적 체제라는 점을 인식하는 것이 중요하다.
유엔 인권 기구는 일부 준법적 집행 메커니즘을 가지고 있다. 이러한 메커니즘에는 현재 활동 중인 7개의 조약에 부속된 조약 기구들과, 보편적 주기적 검토(Universal Periodic Review) 및 유엔 특별보고관 절차(각각 1235 및 1503 메커니즘이라고 불림)가 포함된다.
국제 인권법의 집행은 국가의 책임이다. 국가가 자국민의 인권을 현실로 만드는 것이 국가의 주요 책임이다.
실제로 많은 인권은 특정 권리의 적용에 대한 합의 부족, 관련된 국가 법률의 부재, 이를 집행할 법적 권한을 가진 기관의 부재 등으로 인해 법적으로 집행하기가 어렵다.
110개 이상의 국가에서는 국가 인권 기구(NHRI)가 설립되어 특정 국가에서 인권을 보호하고 촉진하거나 모니터링하는 역할을 하고 있다. 모든 NHRI가 파리 원칙을 준수하는 것은 아니지만, 이러한 기관들의 수와 영향력은 증가하고 있다.
파리 원칙은 1991년 10월 7일부터 9일까지 파리에서 열린 첫 번째 국제 워크숍에서 정의되었으며, 1992년 유엔 인권위원회 결의 1992/54와 1993년 총회 결의 48/134에 의해 채택되었다. 파리 원칙은 NHRI에게 여러 가지 책임을 부여한다.

### 보편적 관할권
보편적 관할권은 국제법에서 논란이 많은 원칙으로, 국가가 자국의 국경을 넘어 발생한 범죄에 대해 피고인의 국적, 거주국 또는 그 국가와의 다른 관계와 관계없이 범죄에 대해 형사 관할권을 주장할 수 있게 하는 원칙이다. 이 원칙은 범죄가 모든 사람에 대한 범죄로 간주되어, 어떤 국가든 이를 처벌할 권한이 있다는 주장에 기반을 둔다. 따라서 보편적 관할권 개념은 특정 국제 규범이 erga omnes(즉, 전 세계 공동체에 대해 유효함)와 같은 개념 및 jus cogens(강행법)의 개념과 밀접하게 연결된다.
1993년, 벨기에는 다른 국가에서 발생한 반인도적 범죄에 대해 자국 법원에 관할권을 부여하는 '보편적 관할권 법'을 통과시켰다. 1998년, 스페인 판사 발타사르 가르손의 기소에 따라 아우구스토 피노체트는 보편적 관할권 원칙에 의거하여 런던에서 체포되었다. 나치 SS 대령이자 유대인들을 홀로코스트 집단 수용소로 이송한 혐의를 받았던 아돌프 아이히만도 1961년 이스라엘에서 기소되었으며, 전쟁 후 아르헨티나에 거주하고 있었다. 이 원칙은 아미네스티 인터내셔널 및 다른 인권 단체들에 의해 지지되며, 이들은 특정 범죄가 국제 사회 전체에 위협이 된다고 믿고, 국제 사회가 이에 대해 도덕적 의무를 가지고 행동해야 한다고 주장한다.
반면, 헨리 키신저와 같은 사람들은 "인권 침해와 반인도적 범죄를 기소해야 한다는 광범위한 합의가 국제 법원의 적절한 역할에 대한 적극적인 논의를 방해해왔다"고 주장한다. 보편적 관할권은 "법관들의 보편적 폭정"을 초래할 위험이 있다고 경고한다.

## 인권 고등판무관 사무소와 인권고등판무관
국제인권법에 있어서 유엔과 유엔 전문기구인 인권고등판무관은 매우 중요한 역할을 가진다.

## 인권보장을 위한 지역적 시스템
1. 유럽인권협약
2. OAS(미주국가기구)
3. 아프리카인권헌장

## 국제형사재판소
네덜란드의 헤이그에 위치하며, 인권 유린, 전쟁 범죄, 반인도 범죄에 관련된 재판을 주로 하고 있다.

## 참고 문헌
- 채형복 (2009년 11월 30일). 《국제인권법》. 높이깊이. ISBN 978-89-7588-207-4.

## 같이 보기
- 국제형법
- 국제형사재판소
- 국제사법재판소
- 세계 인권 선언(UDHR)
- 유엔 인권 고등판무관 사무소

1. ↑  Human rights, A very short introduction replace this with a better reference later
2. ↑  “Protocol Additional to the Geneva Conventions of 12 August 1949, and Relating to the Protection of Victims of Non-International Armed Conflicts (Protocol II)”.
3. ↑  Ben-Naftali, Orna (2011). 《International Humanitarian Law and International Human Rights Law》 (영어). Oxford University Press. ISBN 978-0-19-100160-4.
4. ↑  “What is the difference between IHL and human rights law?” (영어). ICRC. 2015년 1월 22일. 2023년 11월 21일에 원본 문서에서 보존된 문서.
5. ↑  “IHL and human rights law” (영어). ICRC. 2010년 10월 29일. 2024년 2월 14일에 원본 문서에서 보존된 문서.
6. ↑  Koskenniemi, Martti (September 2002). “Fragmentation of International Law? Postmodern Anxieties”. 《Leiden Journal of International Law》 15 (3): 553–579. doi:10.1017/S0922156502000262. S2CID 146783448.
7. ↑  “Goal 10 targets”. 《UNDP》 (영어). 2020년 11월 27일에 원본 문서에서 보존된 문서. 2020년 9월 23일에 확인함.
8. ↑  Verdross, Alfred; Simma, Bruno (2010). 〈Der völkerrechltiche Schutz von Menschen〉 [The protection of humans in Public International Law]. 《Universelles Völkerrecht: Theorie und Praxis》 [Universal Public International Law] (독일어) 3.판. Berlin: Duncker & Humblot. 822쪽. ISBN 978-3-428-13296-6.
9. ↑  “OHCHR”. 2008년 5월 30일. 2008년 5월 30일에 원본 문서에서 보존된 문서. 2011년 10월 9일에 확인함.
10. ↑  “Convention on the Elimination of All Forms of Discrimination against Women”. United Nations. 2011년 10월 9일에 확인함.
11. ↑  “OHCHR”. 2008년 3월 9일. 2008년 3월 9일에 원본 문서에서 보존된 문서. 2011년 10월 9일에 확인함.
12. ↑  “Convention on the Rights of the Child”. UNICEF. 2011년 10월 9일에 확인함.
13. ↑  “Convention on the Rights of People with Disabilities”. United Nations. 2007년 3월 30일. 2011년 10월 9일에 확인함.
14. ↑  “AU Member States”. African Union. 2008년 1월 5일에 원본 문서에서 보존된 문서. 2008년 1월 3일에 확인함.
15. ↑  “AU in a Nutshell”. 2007년 12월 30일에 원본 문서에서 보존된 문서. 2008년 1월 3일에 확인함.
16. ↑  African Charter on Human and Peoples' Rights.
17. ↑  “Mandate of the African Commission on Human and Peoples' Rights”. 2008년 1월 20일에 원본 문서에서 보존된 문서. 2008년 1월 3일에 확인함.
18. ↑  “Mandate of the African Commission on Human and Peoples' Rights”. 2008년 1월 20일에 원본 문서에서 보존된 문서. 2008년 1월 3일에 확인함.
19. ↑  Art. 45.
20. ↑  “Protocol to the African Charter on human and peoples' rights on the establishment of an African court on human and peoples' rights”. 2012년 3월 2일에 원본 문서에서 보존된 문서. 2008년 1월 3일에 확인함.
21. ↑  Protocol of the Court of Justice of the African Union, Article 2.2.
22. ↑  “Protocol of the Court of Justice of the African Union” (PDF). African Union. 2011년 7월 24일에 원본 문서 (PDF)에서 보존된 문서. 2010년 9월 22일에 확인함.
23. ↑  “Open Letter to the Chairman of the African Union (AU) seeking clarifications and assurances that the Establishment of an effective African Court on Human and Peoples' Rights will not be delayed or undermined” (PDF). Amnesty International. 2004년 8월 5일. 2008년 2월 18일에 원본 문서 (PDF)에서 보존된 문서. 2016년 12월 4일에 확인함.
24. ↑  “African Court of Justice”. African International Courts and Tribunals. 2013년 7월 26일에 원본 문서에서 보존된 문서. 2008년 1월 3일에 확인함.
25. ↑  “Human Rights Watch Africa”. 2008년 1월 3일에 확인함.
26. ↑  “OAS Key Issues”. 2008년 1월 3일에 확인함.
27. ↑  “Directory of OAS Authorities”. Organization of American States. 2008년 1월 3일에 확인함.
28. ↑  “What is the IACHR?”. Inter-American Commission on Human Rights. 2008년 1월 3일에 확인함.
29. ↑  “Inter-American Court on Human Rights homepage”. Inter-American Court on Human Rights. 2008년 1월 3일에 확인함.
30. ↑  “Human rights in Venezuela”. 《Amnesty International》 (영어). 2023년 7월 3일에 확인함.
31. ↑  “Gender and reproductive rights home page”. Who.int. 2002년 12월 21일에 원본 문서에서 보존된 문서. 2010년 8월 29일에 확인함.
32. ↑  “Social Charter”. Council of Europe. 2008년 1월 4일에 확인함.
33. ↑  “The Council of Europe in Brief”. 2008년 1월 9일에 원본 문서에서 보존된 문서. 2008년 1월 4일에 확인함.
34. ↑  Juncker, Jean-Claude (2006년 4월 11일). “Council of Europe – European Union: "A sole ambition for the European Continent"” (PDF). Council of Europe. 2011년 5월 1일에 원본 문서 (PDF)에서 보존된 문서. 2008년 1월 4일에 확인함.
35. 1 2  “Historical Background to the European Court of Human Rights”. European Court of Human Rights. 2007년 12월 22일에 원본 문서에서 보존된 문서. 2008년 1월 4일에 확인함.
36. ↑  Article 3 of the Convention.
37. ↑  European Convention for the Prevention of Torture and Inhuman or Degrading Treatment or Punishment.
38. ↑  “About the European Committee for the Prevention of Torture”. European Committee for the Prevention of Torture. 2008년 1월 4일에 확인함.
39. ↑  “Historical Background to the European Court of Human Rights”. European Court of Human Rights. 2007년 12월 22일에 원본 문서에서 보존된 문서. 2008년 1월 4일에 확인함.
40. ↑  “Virginia Law”. Law.virginia.edu. 2008년 3월 24일. 2011년 5월 11일에 원본 문서에서 보존된 문서. 2010년 8월 29일에 확인함.
41. ↑  BBC article
42. ↑  “Swiss info article”. Swissinfo.ch. 2011년 5월 11일에 원본 문서에서 보존된 문서. 2010년 8월 29일에 확인함.
43. ↑  “The Guardian”. 《TheGuardian.com》. UK. 2008년 7월 16일. 2010년 8월 29일에 확인함.
44. ↑  “Breaking news, Ireland”. Breakingnews.ie. 2008년 1월 23일. 2010년 8월 29일에 확인함.
45. ↑  “How the Court works”. 《www.icc-cpi.int》 (영국 영어). 2016년 10월 15일에 원본 문서에서 보존된 문서. 2021년 9월 17일에 확인함.
46. ↑  The Program for Humanitarian Policy and Conflict Research, "Brief Primer on IHL"
47. ↑  OHCHR. “Human Rights Council Complaint Procedure”. 2009년 3월 8일에 원본 문서에서 보존된 문서. 2009년 2월 6일에 확인함.
48. ↑  See, REDRESS, Enforcement of Awards for Victims of Torture and Other International Crimes May, 2006
49. ↑  틀:Usurped is the official portal for the National Human Rights Institutions and show a list of 119 institutions that can be found at 틀:Usurped
50. ↑  “Chart of the Status of National Institutions” (PDF). National Human Rights Institutions Forum. November 2007. 2008년 2월 16일에 원본 문서 (PDF)에서 보존된 문서. 2008년 1월 6일에 확인함. ACCREDITED BY THE INTERNATIONAL COORDINATING COMMITTEE OF NATIONAL INSTITUTIONS FOR THE PROMOTION AND PROTECTION OF HUMAN RIGHTS
In accordance with the Paris Principles and the ICC Sub-Committee Rules of Procedure, the following classifications for accreditation are used by the ICC: A: Compliance with the Paris Principles;
A(R): Accreditation with reserve – granted where insufficient documentation is submitted to confer A status;
B: Observer Status – Not fully in compliance with the Paris Principles or insufficient information provided to make a determination;
C: Non-compliant with the Paris Principles.
51. ↑  HURIDOCS has developed extensive methodologies for monitoring and documenting human rights violations, and more resources can be found at Human Rights Tools 보관됨 19 4월 2012 - 웨이백 머신
52. ↑  "National Human Rights Institutions – Implementing Human Rights", Executive Director Morten Kjærum, The Danish Institute for Human Rights, 2003. ISBN 87-90744-72-1, page 6.
53. ↑  Weiss, Peter (2008). “Universal Jurisdiction: Past, Present and Future”. 《Proceedings of the Asil Annual Meeting》 102: 406–409. doi:10.1017/S0272503700028032. ISSN 0272-5037. JSTOR 25660324. S2CID 159412931.
54. ↑  Ball, Gready (2007) p.70
55. ↑  “Security Council resolution 138: Question relating to the case of Adolf Eichmann”. United Nations Security Council. 1960년 6월 23일. 2022년 10월 13일에 확인함.
56. ↑  Kissinger has himself been subject to calls for prosecution under universal jurisdiction. See Hitchens, Christopher, and David Rieff. "." Prospect, 28 June 2001 (accessed 11 June 2013); Hitchens, Christopher. The Trial of Henry Kissinger. London: Verso, 2001.
57. ↑  Kissinger, Henry (July–August 2001). “The Pitfall of Universal Jurisdiction”. 《Foreign Affairs》 80 (4): 86–96. doi:10.2307/20050228. JSTOR 20050228. 2009년 1월 14일에 원본 문서에서 보존된 문서.